# السلامي (المخادر)

تعديل مصدري - تعديل

السلامي هي إحدى قرى عزلة الشرف بمديرية المخادر التابعة لمحافظة إب، بلغ تعداد سكانها 154 نسمة حسب تعداد اليمن لعام 2004.